# Agoseris
Agoseris, rod glavočika iz Sjeverne i Južne Amerike (uključujući i Falklandske otoke. Rod je opisan 1817. i smješten u podtribus Microseridinae, dio tribusa Cichorieae.
Postoji 12 priznatih vrsta jednodnogodišnjeg raslinja i trajnica.

## Vrste
1. Agoseris apargioides (Less.) Greene
2. Agoseris aurantiaca (Hook.) Greene
3. Agoseris chilensis Greene
4. Agoseris coronopifolia (d'Urv.) K.L.Chambers
5. Agoseris elata Greene
6. Agoseris glauca (Pursh) Raf.
7. Agoseris grandiflora (Nutt.) Greene
8. Agoseris heterophylla (Nutt.) Greene
9. Agoseris hirsuta Greene
10. Agoseris monticola Greene
11. Agoseris parviflora D.Dietr.
12. Agoseris retrorsa Greene